# Elisa do Brasil
Elisa do Brasil est une DJ, compositrice et productrice brésilienne de drum and bass, née en 1979 à Brasilia.

## Biographie
Fille de diplomate, elle arrive en France en 1981.
Dans les années 1990, elle découvre les free parties, s'implique dans l'organisation de quelques-unes, et fait ses débuts sur la scène techno. En 1998, elle intègre le collectif Trouble Fêtes et participe à de nombreuses raves, s'orientant vers la drum and bass.
L'année suivante, elle participe à l'organisation de la deuxième Techno Parade et se fait remarquer au Festival Astropolis, où un organisateur décide d'imprimer "Elisa Do Brasil" sur les flyers. Elle devient ensuite DJ résidente des soirées « Massive » du Rex Club, à Paris. Depuis, elle tourne dans les clubs de France et d'Europe et continue d'organiser des soirées avec son label X-Ray Production.

## Discographie
- 2004 : Live Mix at Massive (DJ set) - UWe
- 2006 : So Massive (DJ set) - UWe
- 2009 : First Stroke (Album) - XRAY Production
- 2012 : Rolling the Dice (Album) - XRAY Production